# 和解
和解（わかい）とは、当事者間に存在する法律関係の争いについて、当事者が互いに譲歩し、争いを止める合意をすることをいう。大きく分けて、私法上の和解と裁判上の和解がある。さらに、民事調停法や家事事件手続法（旧家事審判法）に基づく調停も広い意味で和解の一種とされる。より具体的には「示談」という用語もあり、訴訟外での和解（民法上の和解契約）を示談ということがある。そして、こうした和解契約時に定めた金額や金銭を示談金という。

## 概説
和解は日本では裁判外・裁判上を問わず多く利用されている当事者による自治的な紛争解決方法である。和解は日本では欧米よりも利用度が高いとされ、訴訟では多くの時間と費用を要するとともに当事者間に決定的な亀裂を生じることにつながるため、日本では訴訟よりも迅速・円滑な紛争解決が図りやすい和解が好まれるとされる。その反面、あいまいな妥協による和解は、近代的な権利義務意識の確立という観点からは問題視され、法の健全な発達を阻むおそれをもっているという指摘もなされている。
また、交通事故による被害の補償をめぐる交渉等では、職業的な第三者（いわゆる和解屋・示談屋）が交渉に介入し、しばしば弁護士法に触れるような活動（非弁活動）が行われて問題視されることがある。2008年9月5日、福岡地方裁判所久留米支部で即日結審した弁護士法違反をめぐるケースでは、損害保険会社と示談交渉を行い約6,700万円の報酬を得ていた会社役員が懲役2年、罰金約3,600万円を命じられている。
司法政策上、和解には権利義務意識の点から考慮すべき問題もあるが、特に日本では和解が紛争解決において重要な役割を果たしており、近年では諸外国でも日本の和解や調停など訴訟によらない紛争処理手続の合理性が見直されつつある。なお、日本では2004年（平成16年）に裁判外紛争解決手続の利用の促進に関する法律が制定されている。
和解については多少ながら被害者に対する報復の懸念もある。刑事事件の示談拒否で加害者から報復されることは稀である。加害者の執着心が強い場合は、逆に示談に応じたことが加害者の安心感につながり、報復を招くこともある。示談交渉の結果がどうであれ、被害者に対する実力行使は可能であり続けるため、被害者においては継続的な注意が必要である。

## 私法上の和解

### 意義
私法上の和解は、裁判外の和解ともいい、日本では典型契約の一種として扱われる（民法695条）。他の典型契約（売買や賃貸借など）と異なり、新たな法律関係を作り出すことを目的とせず、既に存在している法律関係に関する争いの解決を目的とする点に特色がある。
なお、日常用語としては示談（じだん）という語が使われることもあるが、示談は一方が全面的に譲歩する場合もあり得るのに対し、私法上の和解は互譲が要件になっている（民法695条）。通説・判例によれば互譲性のない示談は和解類似の無名契約であるとするが（判例として大判明41・1・20民録14輯9頁）、互譲性を重視しない有力説もあり見解が分かれる。

### 和解の性質
和解契約の法的性質は諾成・有償・双務契約である。

### 和解の要件
和解契約が成立するためには、以下の要件を満たすことが必要である（民法695条）。
当事者間に争いが存在すること（紛争性）
紛争は法律関係の存否・体様・範囲に関するものでなければならないとするのが従来の学説・判例の立場であるが（判例として大判大5・7・5民録22輯1325頁）、権利関係の不明確や権利実現の不安全も紛争の対象となりうるとする有力説があり対立する。なお、今日では後説が通説と目されている。
当事者が互いに譲歩すること（互譲性）
両当事者がともに不利益を忍容するが故に後に述べる和解の確定力が妥当視される。譲歩の程度や方法に特段制限はない。判例によれば、譲渡として係争物と関係のない物の給付がなされる場合（最判昭27・2・8民集6巻2号63頁）や当事者ではなく第三者が給付を行う場合（大判大5・9・20民録22輯1806頁）にも互譲性があると認められる。なお、互譲性の要件については緩やかに解すべきとの学説もある。
争いを解決する合意をすること（紛争終結の合意）
和解も契約である以上、契約総則の規定に従うから、和解契約で定めた義務を当事者の一方が履行しない場合（債務不履行の場合）には、他方は催告のうえ和解契約を解除することも可能であるし（民法541条）、合意解除もありうる。契約上において債務不履行の場合の解除権を留保することも可能である（大判大10・6・13民録27輯1155頁）。
ただし、当事者が自由に処分しえない事項（親族関係の存否、嫡出の否認など）は和解の目的とすることができない（認知請求権の放棄につき大判昭6・11・13民集10巻1022頁、最判昭37・4・10民集16巻4号693頁）。

### 和解の効果
和解は当事者が争いをやめることを内容とするものであるから、これにより紛争は終結する（民法695条）。

#### 和解の確定効
和解も法律行為の一種なので、本来ならば当事者に「要素の錯誤」（重要部分についての誤った認識）があった場合には、その和解は無効であると主張しうるはずである（民法95条）。しかし、新たな事情が判明したという理由により和解が無効になるとすれば、紛争が蒸し返されることになり、紛争を終局的に解決するために和解をした意味がなくなる。そのため、争いの対象となった権利が、和解で存在すると認められたのに、実際にはその権利がないことが後で判明した場合は、その権利は和解によりその者に移転したものとして扱われ、逆に、和解で権利が存在しないと認められたのに、実際にはその権利が存在することが後で判明した場合は、その権利は和解により消滅したものとして扱われる（民法696条）。これを和解の確定力あるいは和解の確定効という。
和解の確定効と錯誤の関係（和解の確定効の及ぶ範囲）については古くから議論がある。
当事者間に争いがあり和解の対象となった事項
例えば、XY間で不動産の所有権の帰属が争われ、所有権はXに帰属すること及びXはYに対し当該不動産を賃貸する旨の和解契約をしたところ、実際には当該不動産はYの物であったことが判明した場合は、和解契約によりYの不動産の所有権はXに移転したものとして扱われることになる。したがって、当事者間に争いがあり和解の対象となった事項については、当事者は民法95条による錯誤無効を主張することができなくなる（最判昭和36年5月26日民集15巻5号1336頁）。
和解の前提あるいは基礎となる事項
当事者間で争いの対象となった権利関係ではなく、和解の前提あるいは基礎となる事項として争わなかった点について要素の錯誤があることが判明した場合には和解は無効となる（大判大正6年9月18日民録23輯1342頁）。例えば、XがAから賃借中の不動産をYに転貸していたところ、転貸借の賃料についてXY間で争いが生じ、XY間の転貸借について賃貸人Aの承諾があることを前提として転貸借の賃料に和解をしたが、実はAは転貸借の承諾をしていなかった場合は、和解は無効となる。
その他、和解時に争いの対象とならなかった事項
判例には和解により給付することとなった物が粗悪品であった場合に、錯誤による和解の無効が認められるとしたものがある（最判昭和33年6月14日民集12巻9号1492頁）。

#### 和解後に生じた後遺症
交通事故による損害賠償請求権が発生した後、賠償額やその支払方法について和解（示談）が成立することがある。ところが、示談の際には予測していなかった後遺症が発生した場合、後遺症により拡大した損害については、和解により損害賠償請求権が消滅したものとして扱われるのかが問題となる。
この点について、判例は、全損害を正確に把握し難い状況の下において早急に小額の賠償金をもって示談がされた場合、その示談によって被害者が放棄した損害賠償請求権は、示談当時に予想していた損害についてのもののみと解すべきであり、予想できなかった不測の再手術や後遺症が示談の後に発生した場合は、示談によりその損害についてまで損害賠償請求権を放棄した趣旨と解するのは、当事者の合理的意思に合致するものではないと判断している（最高裁昭和43年3月15日判決・民集22巻3号587頁）。

#### 不法な法律行為と和解
不法で無効な法律関係を前提として締結される和解契約は公序良俗に反し無効である（通説・判例。判例として最判昭40・4・9民集25巻3号264頁）頁。

## 裁判上の和解
裁判上の和解とは、裁判所が関与する和解のことをいい、訴え提起前の和解（起訴前の和解）と訴訟上の和解（訴訟中の和解）に分かれる。
裁判上の和解が成立した場合は、和解の内容が和解調書（わかいちょうしょ）に記載され、その記載内容は確定判決と同一の効力を有する（民事訴訟法267条）。
したがって、和解調書は、確定判決と同様、債務名義（強制執行により実現される給付請求権の存在を公証する文書）となり（民事執行法22条7号）、これに基づいて強制執行をすることができる。すなわち、債務者が債権者に対して一定の給付をする旨の内容の和解がされているにもかかわらず、債務者が任意にその和解に基づく給付をしない場合（例えば、債務者が賠償金を支払う旨の和解が成立したにもかかわらず、債務者がその支払をしない場合）は、債権者は、別途判決を得ることなく、民事執行法が定める手続に基づき、債務者の不動産や債権（給料、預貯金等）に対して強制執行をすることができる。この点は私法上の和解（裁判外の和解）と異なる点である。

### 訴え提起前の和解
訴え提起前の和解は、起訴前の和解ともいい、民事訴訟の対象となる法律関係に関する争いについて、当事者双方が簡易裁判所に出頭してする和解のことをいう（民事訴訟法275条）。即決和解（そっけつわかい）ともいう。
簡易裁判所によっては合意済みの事件に対する申立てに対して「民事上の争い」の実態がないとして受付を拒むケースがある。

### 訴訟上の和解
訴訟上の和解とは、訴訟継続中に、当事者が訴訟上の請求に関して双方の主張を譲歩して、口頭弁論期日等において、権利関係に関する合意と訴訟終了についての合意をすることをいう。訴訟中の和解ともいう。
訴訟で権利関係や訴訟終了についての合意が成立した場合でも、相互の譲歩（互譲）がなければ、訴訟上の和解ではない。被告が原告の請求を認めて争わない旨陳述した場合は請求の認諾（にんだく）といい、逆に原告が請求に理由がないことを認めて争わない旨陳述した場合は請求の放棄（ほうき）という。請求の放棄・認諾は、当事者の一方のみの行為によって訴訟が終了する点で訴訟上の和解とは異なる。
もっとも、互譲があるか否かについては、訴訟上の請求についての互譲だけではなく、合意の内容を総合的に判断する。例えば、訴訟上の請求について被告が全面的に原告の言い分を認めた場合でも、訴訟の対象にはなっていなかった別の法律関係について原告が譲歩する旨の合意がされている場合は、訴訟上の和解として扱われる。
訴訟上の和解は、民事訴訟における紛争の解決手段として非常に重要な役割を担っている。日本全国の地方裁判所における、平成18年の第1審民事通常訴訟事件の既済件数は14万2976件であったが、そのうち判決が6万0543件であったのに対し、和解は4万6426件（和解勧告＝4万3312件、その他＝3114件）、その他（訴えの取下げ等）が3万6007件であった。同じく簡易裁判所では、既済件数38万2753件のうち、判決15万3118件、和解8万0093件、その他14万9542件であった。
裁判所は、訴訟のどの段階でも、和解を試みることができる（民事訴訟法89条）。

## 刑事手続上の和解
民事手続上の和解に対して刑事手続上の和解も存在する。
- 犯罪被害者等の権利利益の保護を図るための刑事手続に付随する措置に関する法律第19条
  - 刑事被告事件の被告人と被害者等は、両者の間における民事上の争い（当該被告事件に係る被害についての争いを含む場合に限る。）について合意が成立した場合には、当該被告事件の係属する第一審裁判所又は控訴裁判所に対し、共同して当該合意の公判調書への記載を求める申立てをすることができる（第1項）。
  - 前項の合意が被告人の被害者等に対する金銭の支払を内容とする場合において、被告人以外の者が被害者等に対し当該債務について保証する旨又は連帯して責任を負う旨を約したときは、その者も、同項の申立てとともに、被告人及び被害者等と共同してその旨の公判調書への記載を求める申立てをすることができる（第2項）。
  - 前二項の規定による申立ては、弁論の終結までに、公判期日に出頭し、当該申立てに係る合意及びその合意がされた民事上の争いの目的である権利を特定するに足りる事実を記載した書面を提出してしなければならない（第3項）。
  - 第一項又は第二項の規定による申立てに係る合意を公判調書に記載したときは、その記載は、裁判上の和解と同一の効力を有する（第4項）。

## 旧人事訴訟手続法の和諧
旧人事訴訟手続法には和解とは異なる和諧の制度が存在した。旧人事訴訟手続法第13条は「和諧ノ調フヘキ見込アルトキハ裁判所ハ職権ヲ以テ一回ニ限リ一年ヲ超エサル期間離婚ノ訴ニ関スル手続ヲ中止スルコトヲ得」と定め、一定期間訴訟手続を中止することを言った。改正された人事訴訟法では和諧の制度は廃止された。